# Easy sports
easy sports（イージー・スポーツ）は、テレビ朝日で2008年10月1日から2010年3月31日まで毎週月曜日から金曜日の20:54 - 20:56（JST）まで放送されていたミニ番組（関東ローカル）。auの一社提供。
番組タイトルの由来は、「簡単、気楽に」のeasyと、auのインターネット接続サービスでもある「EZweb」にかけており、EZwebのコンテンツ『au Smart Sports』と連動している。新聞のラテ欄には『eスポ』と略されている。

## 概要
毎週1名の女性タレントが東京都内の観光名所 をランニング（ウォーキング）し、その楽しさを様々な角度から紹介。月曜日の放送分がランニングのスタート（ウォーミングアップ）、金曜日がゴール（クールダウン）となる。ランナーのランニング・スタイル（火曜日。走るときの心がけなど）やお気に入りの曲（水曜日）、さらにその週のコースでランナーが見つけたお店（木曜日）も紹介する。なお、ランナーが着用しているランニングウェアはアディダス・ジャパン 提供による。
2009年1月30日と、2009年2月2日から2月6日までの放送分は、50時間テレビの一環として、テレビ朝日の女性アナウンサー6人が出演した（詳細は後述）。また2009年3月20日10:30 - 11:25まで1時間スペシャルを放送した（詳細は後述）。
2009年9月7日-9月11日放送で俳優の田中圭が初めて男性ランナーとして登場した。2009年9月から一駅分ウォーキングも番組内で取り上げている。また、放送1周年を記念して公開収録も行われた（詳細についてはこちらを参照）。2009年12月で一旦休止し、2010年2月から再開した。2010年1月の放送分はヨガを取り上げていた（詳細は後述）。
2010年4月より後続番組『世界の街道をゆく』の時間拡大に伴い、同年3月31日放送分をもって終了。本番組がテレビ朝日平日20:54枠前半のミニ番組の最終作品となった。また、本番組と同じau一社提供によるテレビ朝日のミニ番組は『オンタマ』のみだったが、2012年3月に終了したため、KDDI一社提供のミニ番組が消滅した。

## 番組に出演したタレント

### run&walk
- - 名前の横の☆印は、ウォーキングを行ったタレント。括弧内の数字はランニングまたはウォーキングの走行（歩行）距離（太字はこれまでの最長記録）。

#### 2008年
- 田丸麻紀[5]（10月1日-10月3日[6]、10月6日-10月10日[7]）-代官山→恵比寿→目黒川[8]（4.6 km）
- LIZA（10月13日、10月14日、10月16日、10月17日[9]）-天王洲→品川→高輪（5.4 km）
- 長谷川理恵（10月20日-10月24日）-千駄ヶ谷→四谷→皇居周辺（7.9 km）
- 松本莉緒（10月27日-10月31日）-由比ヶ浜→七里ヶ浜→鎌倉（10.5 km）
- 知花くらら（11月3日、11月5日、11月7日[10]）-明治神宮外苑→南青山→六本木（5.4 km）
- 美馬寛子（11月10日-11月14日[11]）-駒沢オリンピック公園→駒沢通り→自由通り（4.5 km）
- 森理世☆（11月17日-11月21日）-芝公園→愛宕→東京タワー（3.8 km）
- 手嶋智子（11月24日-11月28日）-千駄木→谷中（3.2 km）
- 生方ななえ（12月1日-12月5日）-国立代々木競技場→表参道→六本木（6.6 km）
- 市橋有里（12月8日-12月12日[12]）-等々力渓谷→二子玉川→用賀（10.6 km）
- 道端アンジェリカ（12月15日-12月19日[13]）-築地→勝どき→銀座（5.2 km）
- 知花くらら（12月22日-12月24日[14]）-明治神宮外苑→南青山→六本木

#### 2009年
- 嵯峨百合子（1月5日-1月9日[15]）-お台場→芝浦（13.4 km）
- 杏（1月12日-1月16日[16]）-東品川→北品川→南品川（4.6 km）
- リサ・ステッグマイヤー（1月19日-1月23日）-野川公園→野川→深大寺（9.6 km）
- 上原歩（1月26日-1月29日[17]）-下落合→雑司が谷→西池袋（8.0 km）
- 吉田小江子（2月9日-2月13日[18]）-井の頭→三鷹→武蔵野（11.0 km）
- 鈴木サチ（2月16日-2月20日）-熊野神社→自由が丘（7.7 km）
- 小泉里子（2月23日-2月27日）-池田山公園→白金台→目黒通り（8.5 km）
- 水野裕子（3月2日-3月6日[19]）-田園調布→丸子川→奥沢（7.1 km）
- 松本アキ（3月10日-3月13日[20]）-浅草→隅田川→向島（5.3 km）
- 理衣（3月16日-3月20日[21]）-日比谷公園→永田町→皇居外苑（6.3 km）
- 美崎悠（3月23日-3月27日[22]）-駒場→代沢→下北沢（6.0 km）
- 南里美希（3月30日-4月3日[23]）-葛西臨海公園→西葛西（9.9 km）
- 真山景子（4月6日-4月10日[24]）-新宿中央公園→東京都庁→花園神社→千駄ヶ谷（5.8 km）
- 徳澤直子（4月13日-4月17日[25]）-戸山公園→神楽坂→飯田橋（9.3 km）
- 白石みき（4月20日-4月24日）-代々木公園→神宮前→富ヶ谷（5.0 km）
- 里海（4月27日-5月1日）-グランドプリンスホテル高輪→東五反田→北品川[26]（4.8 km）
- MALIA（5月4日-5月8日）-城南島海浜公園→池上本門寺（19.0 km）
- 野口逢里（5月11日-5月15日）-隅田川テラス→深川→木場公園（8.0 km）
- 大櫛エリカ[27]（5月18日-5月22日）-洗足池[28]→碑文谷→武蔵小山（11.6 km）
- 仲川希良（5月25日-5月29日）-夢の島→若洲→東雲（16.3 km）
- 薗田杏奈（6月1日-6月5日）-越中島→清洲橋→水天宮（8.1 km）
- 七瀬遥（6月8日-6月12日[29]）-上野恩賜公園（花園稲荷神社→不忍池→国際子ども図書館）（3.9 km）
- 高橋まりの（6月15日-6月19日[30]）-汐留→芝→竹芝ふ頭（6.6 km）
- 吉田夏海（6月22日-6月26日[31]）-荒川河川敷→隅田川テラス→千住（11.4 km）
- 高橋京子（6月29日-7月3日[32]）-善福寺公園→西荻窪（11.8 km）
- あさみ（7月6日-7月10日）-武蔵国分寺公園→国立（8.2 km）
- 道端ジェシカ（7月13日-7月17日）-芝公園→日比谷通り（2.7 km）
- 磯山さやか（7月20日-7月24日[33]）大洗サンビーチ→大洗磯前神社→海門橋（12.2 km）
- Motoka（7月27日-7月31日）小松川→大島→小名木川（9.4 km）
- ヨンア（8月3日-8月7日）お台場海浜公園→有明（6.3 km）
- 高部あい（8月10日-8月14日）舎人公園→西新井大師（7.5 km）
- 歌原奈緒（8月17日-8月21日）赤坂迎賓館前→紀尾井町→安鎮坂（5.1 km）
- 道端カレン（8月24日-8月28日）川崎・生田緑地（生田緑地噴水広場→枡方山→岡本太郎美術館）（4.2 km）
- 笛木優子（8月31日-9月4日）砧公園→丸子川（5.5 km）
- 田中圭（9月7日-9月11日）小金井公園→武蔵小金井（10.4 km）
- カリン・チュ☆（9月14日-9月18日[34]）表参道駅→キャットストリート→明治神宮前駅（1.9 km）
- 川口りさ（9月21日-9月25日[35]）世田谷公園→目黒川→中目黒（9.8 km）
- 藤井悠（9月28日-10月2日[36]）根津神社→大塚→本郷（9.3 km）
- 宮下純一（10月5日-10月9日[37]）檜町公園→東京ミッドタウン（1.8 km）
- 北川弘美☆（10月19日-10月23日）恵比寿駅→中目黒公園→山手通り→中目黒駅（3.2 km）
- 黒宮ニイナ（10月26日-10月30日）晴海ふ頭公園→朝潮小橋→勝どき（4.8 km）
- 肥野竜也（11月2日-11月6日[38]）潮風公園→青海（3.2 km）
- 森絵里香☆（11月9日-11月13日）国立競技場駅→青山一丁目駅（3.2 km）
- 森貴美子（11月16日-11月20日）光が丘公園→谷原→高野台（9.1 km）
- 畑信也（11月23日-11月27日）祖師谷公園→成城→仙川（5.1 km）
- 高垣麗子（11月30日-12月4日[39]）ふるさとの浜辺公園→平和島→大森（4.4 km）
- 野村佑香☆（12月7日-12月11日）石川町駅→山手駅（3.6 km）
- 蓮菜貴子（12月14日-12月18日[40]）大井ふ頭中央海浜公園→勝島[41]（5.5 km）
- 岡田佑里恵（12月21日-12月23日[42]）石神井公園（1.6 km）

##### 50時間テレビとの連動企画
- - 1月30日、2月2日-2月6日放送。[43] 名前の横の括弧内の番組名は、2009年10月現在の担当番組（代表例として）。
- 竹内由恵（ミュージックステーション）、大木優紀（やじうまプラス、もらえるテレビ[44]）、前田有紀（やべっちFC）、矢島悠子（クイズ雑学王[45]、ちい散歩）、下平さやか（やじうまプラス[46]）、松尾由美子（スーパーJチャンネル[46]、地球まるごとTV[44]）-毛利庭園→六本木ヒルズ→テレビ朝日（2.2 km）
  - なお、1月30日放送分に出演の竹内、2月4日放送分に出演の矢島は前番組（竹内:ミュージックステーション、矢島:クイズ雑学王）のサブ司会を担当しているため、前番組と連続しての出演となった。
  - この週に限り各曜日に1人ずつがリレー形式でランニングしたため（竹内:毛利庭園（スタート）→大木:六本木ヒルズ森タワー→前田:グランドハイアット東京→矢島:けやき坂コンプレックス→下平:六本木ヒルズ森タワー（蜘蛛のオブジェ前）→松尾:六本木ヒルズアリーナ→毛利庭園（ゴール））、通常放送されるランニング・スタイルやお気に入りの曲、コース周辺のお店の紹介はなく、ランナーとなった6人それぞれの意気込み（50年後の自分など）や、これからのテレビ朝日に対するひと言などが紹介された。

##### easy sports 2009 special
- - 3月20日、10:30 - 11:25放送（1時間スペシャル）
- 安めぐみ、千野志麻[47] - 沖縄・21世紀の森ビーチ→OKINAWAゴーヤーパーク→沖縄美ら海水族館→今帰仁城跡→古宇利大橋→古宇利島ビーチ（15.1 km）
  - 沖縄での1泊2日の「旅ラン」の様子に加え、2009年3月までに放送されたランナーのダイジェスト版が紹介された。

##### 公開収録「easy runner & easy walker vol.1 at roppongi hills」
- 六本木ヒルズ周辺（10月12日-10月16日[48] 放送）
  - 番組放送1周年を記念して行われたイベント。10月3日に5.6kmのランと1.3kmのウォーキングを行った。
  - また、イベント開始前にはゲストの市橋有里、小泉里子に加え、番組テーマソングを担当する高橋幸宏が出演し、トークショーを繰り広げた。

ゲスト市橋有里（ラン担当）、小泉里子（ウォーク担当）
司会坂上みき（ラン&ウォークにも参加）

#### 2010年
- 前川泰之（2月1日-2月5日）-荒川→浮間公園→赤羽（10.1 km）
- 河北麻友子（2月8日-2月12日[49]）-港の見える丘公園→山下公園（3.6 km）
- 有村実樹☆（2月15日-2月19日[50]）-東雲駅→東雲水辺公園→辰巳桜橋→辰巳の森緑道公園→新木場駅（3.7 km）
- 谷ちあき（2月22日-2月26日）-柴又→帝釈天→江戸川（5.7 km）
- Tommy（3月1日-3月5日）-水元公園（5.0 km）
- 中山麻聖[51]（3月8日-3月12日[52]）-葛西臨海公園（4.2 km）
- ビビアーニ大野☆（3月15日-3月19日[53]）-新御茶ノ水駅→湯島駅（2.8 km）
- Kelly（3月22日-3月26日[54]）-西郷山公園→菅刈公園→旧山手通り→代官山（3.8 km）
- 木村真野・紗野姉妹[55]（2010年3月29日-3月31日[56]）-東品川海上公園→天王洲アイル（2.1 km）

### Yoga（2010年1月）
- CAMILLA（1月4日-1月8日[57]）立ち木のポーズ→猫のポーズ→棒のポーズ→コブラのポーズ→ツイストのポーズ
- 野沢和香[58]（1月11日-1月15日[59]）イーグルのポーズ→鋤のポーズ→船のポーズ→バッタのポーズ→12点のポーズ
- 泉里香（1月18日-1月22日）三角のポーズ→足を開いて前屈のポーズ→がっせき前屈のポーズ→上向き犬のポーズ→橋のポーズ
- 美優紀（1月25日-1月29日）英雄のポーズ→立位体前屈→座位で行う前屈のポーズ→魚のポーズ→板のポーズ

## ナレーター
- 坂上みき

## テーマソング
- 高橋幸宏 featuring Keigo Oyamada『EMERGER』（当初は配信限定作品として製作したが、のちに高橋のアルバム『Page By Page』[60] に収録された）

## 備考
- 第1回目放送（2008年10月1日=ランナー・田丸麻紀）のBGMはDlongの『HIDE & SEAK』、最終回（2010年3月31日=ランナー・木村真野・紗野姉妹）のBGMはMiChiの『PROMiSE』。
- 番組に出演したタレントはランニング、ヨガを合わせて71名[61]。このうち市橋有里と小泉里子が2回出演している。